# العلاقات الباهاماسية البوتانية
العلاقات الباهاماسية البوتانية هي العلاقات الثنائية التي تجمع بين باهاماس وبوتان.

## مقارنة بين البلدين
هذه مقارنة عامة ومرجعية للدولتين:
| وجه المقارنة                                              | باهاماس      | بوتان          |
| --------------------------------------------------------- | ------------ | -------------- |
| المساحة (كم2)                                             | 13.88 ألف    | 38.39 ألف      |
| عدد السكان (نسمة)                                         | 395.36 ألف   | 807.61 ألف     |
| الكثافة السكانية (ن./كم²)                                 | 28.48        | 21.04          |
| العاصمة                                                   | ناساو        | تيمفو          |
| اللغة الرسمية                                             | لغة إنجليزية | لغة دزونكا     |
| العملة                                                    | دولار بهامي  | نغولترم بوتاني |
| الناتج المحلي الإجمالي (بليون دولار)                      | 12.16 مليار  | 2.51 مليار     |
| الناتج المحلي الإجمالي (تعادل القوة الشرائية) بليون دولار | 8.92 مليار   | 6.49 مليار     |
| الناتج المحلي الإجمالي الاسمي للفرد دولار أمريكي          | 22.82 ألف    | 2.66 ألف       |
| الناتج المحلي الإجمالي للفرد دولار أمريكي                 |              | 7.82 ألف       |
| مؤشر التنمية البشرية                                      | 0.790        | 0.605          |
| رمز المكالمات الدولي                                      | +1242        | +975           |
| رمز الإنترنت                                              | .bs          | .bt            |
| المنطقة الزمنية                                           | 00           | ت ع م+06:00    |

## منظمات دولية مشتركة
يشترك البلدان في عضوية مجموعة من المنظمات الدولية، منها:
| علم المنظمة | اسم المنظمة                        | تاريخ انضمام باهاماس | تاريخ انضمام بوتان |
| ----------- | ---------------------------------- | -------------------- | ------------------ |
|             | الاتحاد البريدي العالمي            | ?                    | ?                  |
|             | يونسكو                             | 23 أبريل 1981        | 13 أبريل 1982      |
|             | البنك الدولي للإنشاء والتعمير      | 21 أغسطس 1973        | 28 سبتمبر 1981     |
|             | وكالة ضمان الاستثمار متعدد الأطراف | 4 أكتوبر 1994        | 21 أكتوبر 2014     |
|             | الاتحاد الدولي للاتصالات           | 19 أغسطس 1974        | 15 سبتمبر 1988     |
|             | مؤسسة التمويل الدولية              | 8 ديسمبر 1986        | 1 ديسمبر 2003      |
|             | منظمة الشرطة الجنائية الدولية      | ?                    | ?                  |
|             | الأمم المتحدة                      | 18 سبتمبر 1973       | 21 سبتمبر 1971     |
|             | مؤسسة التنمية الدولية              | 23 يونيو 2008        | 28 سبتمبر 1981     |
|             | منظمة حظر الأسلحة الكيميائية       | ?                    | ?                  |

## وصلات خارجية
- موقع وزارة الخارجية البوتانية